# U-184
 U-184  — немецкая подводная лодка типа IXC/40, времён Второй мировой войны. 
Заказ на постройку субмарины был отдан 15 августа 1940 года. Лодка была заложена на верфи судостроительной компании «АГ Везер» в Бремене 10 июня 1941 года под строительным номером 1024, спущена на воду 21 февраля 1942 года, 29 мая 1942 года под командованием конветтен-капитана Гюнтера Дангшата вошла в состав учебной 4-й флотилии. 1 ноября 1942 года вошла в состав 2-й флотилии. Лодка совершила один боевой поход, в котором потопила одно судно (3 192 брт). 21 ноября 1942 года лодка была признана пропавшей без вести в районе с координатами 49° с. ш. 45° з. д.. Вместе с лодкой пропал без вести весь экипаж из 50 человек. До января 1993 года считалось, что U-184 была потоплена в центральной Атлантике в точке с координатами 49°25′ с. ш. 45°25′ з. д. глубинными бомбами норвежского корвета Potentilla, но теперь считается что его атаке на самом деле подверглась U-264, перенёсшая бомбардировку без последствий. 